# Природно-заповідний фонд Козівського району
Станом на 1 січня 2017 року на території Козівського району є 17 територій та об'єктів природно-заповідного фонду загальною площею 1461,57 га, що становить 2,11 % території району:
- 1 гідрологічний заказник загальнодержавного значення загальною площею 52,0 га,
- 4 заказника місцевого значення загальною площею 1391,22 га:
  - 1 іхтіологічний заказник загальною площею 2,42 га,
  - 2 орнітологічні заказники загальною площею 137,8 га,
  - 1 загальнозоологічний заказник загальною площею 1251,0 га,
- 11 пам'яток природи місцевого значення загальною площею 15,35 га:
  - 2 гідрологічні пам'ятки природи загальною площею 3,55 га,
  - 9 ботанічних пам'яток природи загальною площею 11,80 га,
- 1 дендрологічний парк місцевого значення площею 3,0 га.

## Заказники
| №                                               | Назва території або об'єкта | Площа, га | Рішення про створення (зміну) | Розташування | Керуюча організація | Світлина, альбом |
| ----------------------------------------------- | --------------------------- | --------- | ----------------------------- | ------------ | ------------------- | ---------------- |
| Ботанічні заказники загальнодержавного значення |                             |           |                               |              |                     |                  |
| 1.                                              |                             |           |                               |              |                     |                  |
| Ботанічні заказники місцевого значення          |                             |           |                               |              |                     |                  |
| 1.                                              |                             |           |                               |              |                     |                  |

## Пам'ятки природи
| №                                                | Назва території або об'єкта | Площа, га | Рішення про створення (зміну) | Розташування | Керуюча організація | Світлина, альбом |
| ------------------------------------------------ | --------------------------- | --------- | ----------------------------- | ------------ | ------------------- | ---------------- |
| Геологічні пам'ятки природи місцевого значення   |                             |           |                               |              |                     |                  |
| 1.                                               |                             |           |                               |              |                     |                  |
| Гідрологічні пам'ятки природи місцевого значення |                             |           |                               |              |                     |                  |
| 1.                                               |                             |           |                               |              |                     |                  |
| Ботанічні пам'ятки природи місцевого значення    |                             |           |                               |              |                     |                  |
| 1.                                               |                             |           |                               |              |                     |                  |

## Парки-пам'ятки садово-паркового мистецтва
| №  | Назва території або об'єкта | Площа, га | Рішення про створення (зміну) | Розташування | Керуюча організація | Світлина, альбом |
| -- | --------------------------- | --------- | ----------------------------- | ------------ | ------------------- | ---------------- |
| 1. |                             |           |                               |              |                     |                  |

| №   | Назва території або об'єкта          | Площа, га | Рішення про створення (зміну)                                                                                         | Розташування | Керуюча організація                                                                                    | Світлина, альбом |
| --- | ------------------------------------ | --------- | --- | --- | --- | ---------------- |
| 2   | Семиківський                         | 164.0     | Козівський район, с. Росоховатець, Теребовлянський район, с. Семиківці, с. Соснів, заболочена заплава р. Студинка     | Ішківська сільська рада Козівського району (49,0 га), Семиківська сільська рада Теребовлянського району (57,0 га), Соснівська сільська рада Теребовлянського району (58,0 га). | Постанова Ради Міністрів УРСР від 25.02.1980 р. № 132                                                  |                  |
| 3   | Ішківський                           | 80.0      | Козівський район, пн. околиця с. Дворище, колишні торфорозробки, урочище «Канали»                                     | Ішківська сільська рада | Рішення ТОР від 18.03.1994 р.                                                                          |                  |
| 4   | Канали                               | 57.8      | Козівський район, с. Купчинці, південна околиця, долина р. Стрипа, колишні торфорозробки, урочище «Канали»            | Купчинецька сільська рада | Рішення ТОР від 30.01.2003 р. № 96                                                                     |                  |
| 3   | Козівський                           | 2.42      | Козівський район, смт Козова, територія Козівської районної організації УТМР                                          | Козівська районна організація УТМР | Рішення ТОР від 18.03.1994 р., зі змінами, затвердженими рішенням ТОР від 27.04.2001 р. № 238          |                  |
| 13  | Ішківський                           | 1251.0    | Козівський район, с. Ішків, Козівське лісництво, кв. 43-46, лісове урочище «Ішків», прилеглі до лісових урочищ угіддя | Козівська районна організація УТМР | Рішення ВК ТОР від 30.06.1986 р. № 198, зі змінами, затвердженими рішенням ТОР від 27.04.2001 р. № 238 |                  |
| 22  | Долина джерел у Торках               | 3.5       | Козівський район, с. Криве, 2 км на захід від села, урочище «Торки»                                                   | Кривенська сільська рада | Рішення ВК ТОР від 30.08.1990 р. № 189                                                                 |                  |
| 41  | Плотицьке джерело                    | 0.05      | Козівський район, с. Плотича, південна околиця, заплава р. Стрипа                                                     | Плотицька сільська рада | Рішення ВК ТОР від 27.12.1976 р. № 637                                                                 |                  |
| 110 | Дуб «Конюхівський № 1»               | 0.03      | Козівський район, с. Залісся, Конюхівське лісництво, кв. 2 вид. 14, лісове урочище «Конюхи»                           | ДП «Бережанське лісомисливське господарство» | Рішення ВК ТОР від 14.03.1977 р. № 131                                                                 |                  |
| 111 | Дуб «Конюхівський № 2»               | 0.03      | Козівський район, с. Залісся, Конюхівське лісництво, кв. 2 вид. 1, лісове урочище «Конюхи»                            | ДП «Бережанське лісомисливське господарство» | Рішення ВК ТОР від 14.03.1977 р. № 131                                                                 |                  |
| 112 | Дуб «Конюхівський № 3»               | 0.03      | Козівський район, с. Залісся, Конюхівське лісництво, кв. 1,в.6, лісове урочище «Конюхи»                               | ДП «Бережанське лісомисливське господарство» | Рішення ВК ТОР від 14.03.1977 р. № 131                                                                 |                  |
| 145 | Чорнокорі буки                       | 0.03      | Козівський район, с. Денисів, садиба реабілітаційного відділення соціального захисту населення                        | Денисівське геріатричне реабілітаційне відділення Козівської служби соціального захисту населення                                                                              | Рішення ВК ТОР від 23.10.1972 р. № 537                                                                 |                  |
| 150 | Липа Богдана Хмельницького           | 0.03      | Козівський район, с. Денисів, Козівське лісництво, кв. 41 вид. 1, старий колгоспний сад                               | ДП «Бережанське лісомисливське господарство» | Рішення ВК ТОР від 23.10.1972 р. № 537                                                                 |                  |
| 249 | Рогівська ділянка                    | 3.3       | Козівський район, північно східна околиця с. Криве, біля лісового урочища «Криве»                                     | Кривенська сільська рада | Рішення ВК ТОР від 30.08.1990 р. № 189, зі змінами, затвердженими рішенням ТОР від 27.04.2001 р. № 238 |                  |
| 250 | Степова ділянка «Торки»              | 8.3       | Козівський район, с. Криве, ур. «Торки», схил південної експозиції в долині потічка                                   | Кривенська сільська рада | Рішення ТОР від 26.02.1999 р. № 50                                                                     |                  |
| 7   | Козівський дендропарк «Лісова пісня» | 3.0       | Козівський район, смт Козова, вул. Заводська,2                                                                        | Козівський районний відділ освіти | Рішення ВК ТОР від 23.10.1972 р. № 537                                                                 |                  |